# Oniria (série littéraire)
 (octobre 2014).
Si vous disposez d'ouvrages ou d'articles de référence ou si vous connaissez des sites web de qualité traitant du thème abordé ici, merci de compléter l'article en donnant les références utiles à sa vérifiabilité et en les liant à la section « Notes et références ».
Oniria est une série de romans fantastiques écrite par B. F. Parry, dont c'est la première œuvre. Elle met en scène les aventures d'Eliott, un adolescent de 12 ans orphelin de mère , et dont le  père est plongé dans le coma, qui peut voyager à Oniria, le Royaume des Rêves, grâce à son sablier magique que lui a offert sa grand mère afin qu'il réveille son père tombé mystérieusement dans le coma. Ainsi, il vit sa vie d'adolescent le jour et sa vie de créateur la nuit. Un créateur a le pouvoir de faire apparaître n'importe quel objet et de se déplacer où il le souhaite, quand il le souhaite. Mais même avec tous ses pouvoirs, la tache d'Eliott va se révéler être plus dure que prévu.
La série Oniria, composée de quatre tomes, est publiée par HachetteHildegarde :
1. Le Royaume des Rêves, Hachette/Hildegarde, 2014, 336 p.  (ISBN 978-2012038509)Finaliste pour le prix du roman jeunesse 2015 de Cultura[3]
2. Le Disparu d'Oza-Gora, Hachette/Hildegarde, 2015, 336 p.  (ISBN 978-2012043312)
3. La Guerre des cauchemars, Hachette/Hildegarde, 2015, 336 p.  (ISBN 978-2012256682)
4. Le Réveil des fées, Hachette/Hildegarde, 2016, 448 p.  (ISBN 978-2012256699)

## Liste des volumes

### Tome 1:Le Royaume des Rêves
Eliott, 12 ans, est un garçon en apparence comme tous les autres. Jusqu’au jour ou sa grand-mère lui donne un sablier pendentif pour aller à Oniria.
Aussi merveilleux que dangereux, Oniria est le monde dans lequel prennent vie les milliards de personnages, d’univers, et toutes les choses les plus folles et les plus effrayantes, les plus banales et les plus extraordinaires rêvées chaque nuit par les humains à l’imagination sans limite.
La grand-mère d'Eliott lui a offert ce sablier en sachant les risque que son petit fils allait prendre. En effet, à l'inverse des mages         (rêveurs) les personnes voyageant à l'aide d'un sablier tel que celui d'Eliott peuvent être tués ou blessés par les créatures de rêves. Elle le lui a pourtant donné pour qu'il puisse sauvé son père, plongé dans le coma depuis maintenait près de 6 mois. Etant bannie de Oniria à cause d'on ne sait quelle raison, sa grand mère ne pouvait plus se servir de son sablier sous peine de mort.
Grâce à son précieux sablier pendentif, Eliott peut voyager d’un monde à l’autre. Collégien ordinaire le jour, il devient la nuit, parmi les rêves et les cauchemars qui peuplent Oniria, un puissant Créateur qui peut faire apparaître tout ce qu’il souhaite par le simple et immense pouvoir de son imagination.
Mais des grands pouvoirs naissent les grandes responsabilités. Et si Eliott explore d’abord Oniria pour sauver son père plongé depuis plusieurs mois dans un mystérieux sommeil qui se pourrait être le coma dont la cause serait les rêves, il se retrouve bientôt confronté à son extraordinaire destin. Car Eliott est l’Envoyé : il doit sauver le Royaume des rêves, menacé par la sanglante révolution des cauchemars. À la tête de celle-ci, une immonde Bête dont les redoutables pouvoirs augmentent chaque jour…
Jusqu'au jour où il parvint à trouver à Oniria le Royaume des rêves le monde d'Oza-Gora.

### Tome 2:Le Disparu d'Oza-Gora
Eliott, accompagné de ses fidèles Farjo et Katsia, a atteint le merveilleux royaume d'Oza-Gora, où il va enfin pouvoir rencontrer le Marchand de Sable. Ce dernier est en effet le seul qui puisse libérer le père d'Eliott du songe mortel dont il est prisonnier depuis des mois. C'est Jabus, le plus dangereux des apprentis du Marchand de Sable, qui serait à l'origine de ce maléfique sommeil. La quête d'Eliott pour retrouver Jabus est d'autant plus périlleuse, qu'elle se déroule sur fond d'une terrible révolution des cauchemars. À la tête de cette révolte, la Bête, qui maintient prisonnière la princesse Aanor et est bien décidé à l'épouser de force pour asseoir son autorité.
Eliott va donc, à l'insu de Jov, l'ami de sa grand-mère libérer Aanor dont il est secrètement amoureux du chateau de la Bête.

### Tome 3:La Guerre des Cauchemars
La guerre fait rage entre le Royaume des Rêves et la Nouvelle République Cauchemar, mettant Oniria à feu et à sang. Par ricochet, l'imagination des Terriens s'en trouve tétanisée. Eliott, Katsia et leurs amis essaient tant bien que mal de mener leur mission au milieu de ce chaos. Mais mensonges et trahison ébranlent bientôt leurs convictions les plus profondes. Le groupe des rebelles parviendra-t-il à conserver l'unité dont il a besoin pour sauver le père d'Eliott et ramener la paix à Oniria ?

### Tome 4:Le Réveil des fées
La situation d'Eliott semble désespérée. L'équipe des rebelles a volé en éclats, Katsia est passée dans le camp ennemi et l'esprit du jeune terrien est coincé à Oniria. Le seul endroit où il est encore en sécurité est Oza-Gora. Mais la ville du Sable est à son tour menacée par la folle ambition de La Bête et de ses cauchemars. Le sort d'Eliott est plus que jamais lié à celui du monde des rêves : il va devoir prendre les décisions les plus difficiles de sa vie, et de ses choix dépendra le salut d'Oniria.

## Comment fonctionne Oniria?
À Oniria vivent les Oniriens, c’est-à-dire les créatures de rêve et de cauchemar imaginées chaque nuit par les rêveurs. Les Oniriens peuvent avoir des dons extraordinaires, mais sont incapables d’apprendre de nouveaux savoir-faire par eux-mêmes. Lorsqu’un Terrien meurt, toutes les créatures oniriennes qu’il a créées au cours de sa vie disparaissent avec lui.
À Oniria, les rêveurs se promènent dans leur propre rêve, parmi les Oniriens. Il existe deux sortes de rêveurs : les Mages et les Créateurs. Les Mages sont l’incarnation de l’imagination des Terriens endormis. L’imagination des rêveurs - et seulement leur imagination ! - voyage à Oniria, tandis que leur corps physique et le reste de leur esprit demeurent confortablement installés au fond de leur lit… Quant aux Créateurs, grâce à leur sablier pendentif rempli du précieux Sable, ils sont l’incarnation de l’esprit entier du Terrien : imagination, mais aussi volonté, conscience, mémoire… Ainsi, les Créateurs sont maîtres de leur voyage à Oniria et peuvent décider d’y créer tout ce qu’ils désirent. Mais cette capacité de création demande apprentissage et exercice, ainsi qu’une forte concentration et un sens de l’observation très développé.
Les Oza-Goriens sont les habitants d'Oza-Gora. Il fonctionnent comme nous, peuvent apprendre de nouvelles capacités et sont malheureusement mortels (au contraire des Oniriens qui se régénèrent)
À Oniria, la vie est régie par les Lois Immuables. Au nombre de dix, ces règles sont garantes de la paix entre le monde des rêves et le monde terrestre.
Oniria est gouverné par la Reine Dithilde, dont le pouvoir s’étend des créatures de rêve aux créatures de cauchemar. Seul Oza-Gora, un domaine mystérieux dont l’accès continuellement mouvant est impossible à localiser sur une carte, échappe au contrôle de la Reine Dithilde. C’est le Marchand de Sable qui veille sur la bonne distribution du Sable aux Terriens depuis son Palais de Verre d'Oza-Gora. Les Oza-Goriens sont les gardiens du Sable - la matière la plus précieuse du monde des rêves, qui permet au Marchand de Sable et aux Oza-Goriens de libérer chaque soir l’imagination des Terriens pour les faire rêver.

## Droits et traductions
Oniria fait l'objet d'une coédition entre Hachette et Hildegarde. Hildegarde est notamment chargée d'assurer la production et le développement de contenus artistiques et créatifs, notamment en cas d'adaptation audiovisuelle.
Les droits de traduction ont été confiés à Curtis Brown. Le roman sera édité en espagnol par Grupo Editorial Bruno, en portugais par Verus Editora, en vietnamien par Women Publishing House, en coréen par Random House Korea et en turc par Yapi Kredi.

## Genèse de l'œuvre
L'idée d'écrire Oniria est venue à l'auteur à la suite des rêves toujours plus fous qu'elle « vivait » chaque nuit.

## Prix, distinctions et accueil critique
La série Oniria est nommée dans la catégorie du meilleur Roman Français pour la Jeunesse 2015 du site Elbakin.net. Elle est sélectionnée pour le Prix Plume du meilleur Roman Jeunesse 2015 des magasins Cultura, et mise en avant par Le Figaro lors de sa sélection des romans jeunesse du Salon de Montreuil 2014.
Oniria bénéficie d'un bel accueil critique des lecteurs et blogueurs.

## Illustrations
Les couvertures des romans de la série sont dessinées par l'illustrateur français Aleksi Briclot. Ce dernier réalise également un cahier de 3 illustrations en double-page pour chacun des tomes de la saga.